# سیارک ۲۴۱۱۹
سیارک ۲۴۱۱۹ (به انگلیسی: 24119 Katherinrose، نامگذاری:1999VB32) بیست و چهار هزار و صد و نوزدهمین سیارک کشف شده‌است که در ۳ نوامبر ۱۹۹۹ کشف شد.
قدر مطلق سیارک برابر ۸.۵ است.